# ميلتون بارك
ميلتون بارك (بالإنجليزية: Milton Park)‏ هي عبارة عن مجمع للأعمال والتكنولوجيا متعدد الاستخدامات علي مساحة 250 فدان تديره شركة إم إي بي سي [الإنجليزية].
يقع جنوب قرية ميلتون [الإنجليزية]، أوكسفوردشير، على بعد حوالي 3 أميال غرب ديدكوت [الإنجليزية]. يقع في موقع مستودع سابق لوزارة الدفاع بين الطريقين A34 ومحطة كهرباء ديدكوت.